# Ranunculus sinclairii
Ranunculus sinclairii är en ranunkelväxtart som beskrevs av Joseph Dalton Hooker. Ranunculus sinclairii ingår i släktet ranunkler, och familjen ranunkelväxter. Inga underarter finns listade i Catalogue of Life.